# Isolona deightonii
Isolona deightonii är en kirimojaväxtart som beskrevs av Ronald William John Keay. Isolona deightonii ingår i släktet Isolona och familjen kirimojaväxter. IUCN kategoriserar arten globalt som sårbar. Inga underarter finns listade i Catalogue of Life.